# Via dei Vellutini
Via dei Vellutini è una strada dell'Oltrarno nel centro storico di Firenze, che va da via Toscanella (piazza della Passera) a via Maggio (Canto de' Velluti) incontrando, a circa un terzo del suo tracciato, via del Pavone. 

## Storia
La denominazione ricorda la famiglia Velluti, tra le maggiori d'Oltrarno, che in questa zona ebbe le proprie case e alla quale si deve il primo impianto di via Maggio. Ad essi è dedicata la parallela via de' Velluti, e questa che essendo più breve venne chiamata "dei Vellutini". 
Per quanto il nome della famiglia sia per lo più legato a via Maggio, dalla Cronia domestica scritta tra il 1367 e il 1370 dal giurista e letterato Donato Velluti sappiamo come il primitivo nucleo del casato avesse le proprie case in queste vie interne e come "loro era il torrione ch'è nella via dal canto de' quattro Paoni", da identificarsi nel tratto dell'attuale via Toscanella tra via dello Sprone e via dei Vellutini. 
Tra i nomi antichi della strada c'è quello di Chiasso dei Loci, forse dal nome di una famiglia che qui risiedeva. 

## Descrizione
La via ha un carattere secondario, dove si affacciano alte costruzioni di edilizia popolare a fronte dell'ampiezza limitata della carreggiata, sufficiente appena per il passaggio di una vettura a senso unico tra due stretti marciapiedi. Vi si aprono al piano terra numerosi fondi usati da artigiani e antiquari. Presso uno di questi, all'inizio della via, è stata collocata nel 1991 una lapide:
| QUI GIUSEPPE MAIOLI ARTIGIANO E MAESTRO VISSE LAVORÒ SOFFRÌ PER L'ARTE MCMLXXX _______ MCMXC |

Al canto con via Maggio la strada costeggia i palazzi Ricasoli Firidolfi (con un bel portabandiera con ferro da cavallo sulla cantonata) e Martellini.